# علي عدنان
علي عدنان (مواليد 19 ديسمبر 1993 في بغداد)، لاعب كرة قدم عراقي ، يلعب في مركز الدفاع والظهير الأيسر يلعب حالياً في نادي النجمة السعودي. كان أحد الفائزين كأفضل لاعب آسيوي شاب للعام 2013. لعب في كأس آسيا للشباب 2012 في الإمارات، وحصل مع منتخب بلاده على الميدالية الفضية. عمه هو علي كاظم الذي لعب كرة القدم مع فرق كروية عراقية في عقد السبعينيات من القرن الماضي.
استدعيَ إلى تشكيلة المنتخب العراقي الوطني عام 2013 بواسطة المدرب زيكو، حيث لعب مع منتخب بلاده الوطني في بطولة خليجي 21 في البحرين، ثم لعب في التصفيات الآسيوية المؤهلة لكأس العالم 2014 في البرازيل. وبعدها لعب في كأس العالم للشباب في تركيا عام 2013. اختير من بين أفضل اللاعبين في مونديال الشباب في تركيا عام 2013.
انتقل علي عدنان إلى نادي أودينيزي الإيطالي عام 2015 فكان أول لاعب عراقي يحترف في الدوري الإيطالي. يعد أيضًا أول لاعب كرة قدم عراقي يسجل هدفًا في الدوري الإيطالي بعد أن سجل في مرمى نادي جنوى في المباراة التي خسرها فريقه بهدف لهدفين. وآخر فترة لهُ لعِب مع نادي نادي مس رفسنجان في دوري الدرجة الأولى الايراني وفسخ عقده مع النادي بتراضي الطرفين.

## روابط خارجية
- علي عدنان على موقع الاتحاد الدولي (مؤرشف)  (الإنجليزية)
- علي عدنان على موقع اتحاد تركيا (لاعب) (الإنجليزية)
- علي عدنان على موقع الدوري الأمريكي (الإنجليزية)
- علي عدنان على موقع قاعدة بيانات كرة القدم.إي يو (الإنجليزية)
- علي عدنان على موقع ناشيونال فوتبول تيمز (الإنجليزية)
- علي عدنان على موقع Soccerway.com (الإنجليزية)
- علي عدنان على موقع عالم كرة القدم.نت (الإنجليزية)
- علي عدنان على موقع أوليمبيديا (الإنجليزية)
- علي عدنان على موقع AS.com (الإسبانية)